# Steinzeitliche Siedlungskammer im Satrupholmer Moor
Die Steinzeitliche Siedlungskammer im Satrupholmer Moor ist ein archäologisch untersuchtes Areal bei Satrupholm in Angeln, das vor allem für seine Fundstücke aus dem Mesolithikum bekannt ist. Im östlich von Satrup im Kreis Schleswig-Flensburg gelegenen Moor wurden einige für die steinzeitliche Feuchtbodenarchäologie wichtige Fundplätze angetroffen, die aufgrund ihrer räumlichen Zusammengehörigkeit unter dem Begriff einer Siedlungskammer zusammengefasst werden können.

## Lage

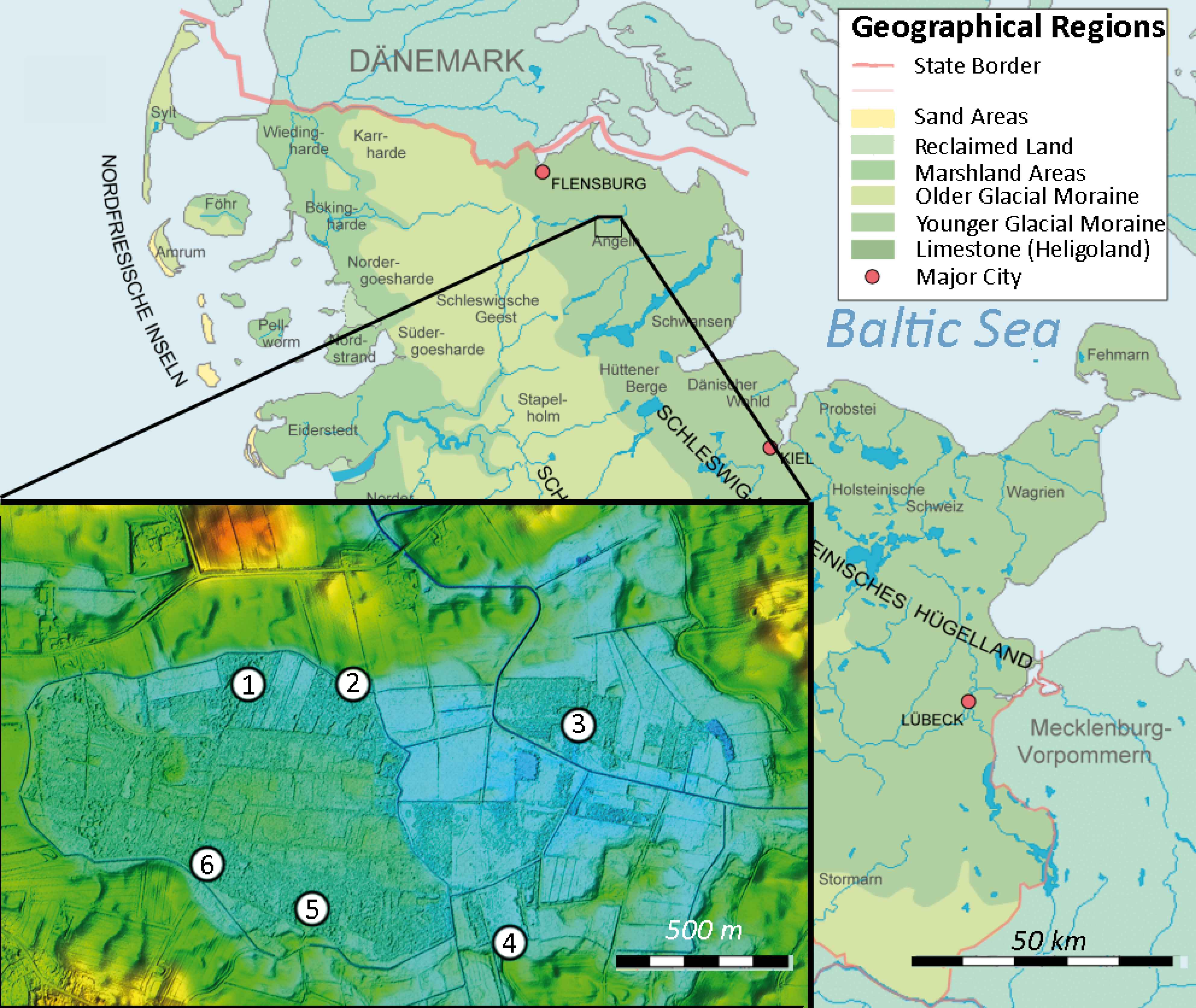

Das Moor grenzt östlich an Satrup, im Süden an Rehberg und Rüde an und wird im Nordosten in etwa durch den Lauf des Baches Bondenau angedeutet. Eingerahmt wird es von der kleinteilig zergliederten Endmoränenlandschaft des Schleswig-Holsteinischen Hügellandes, die sich auf bis zu 50 m über NN über dem auf ca. 27 m Höhe NN gelegenen Moor erhebt.
Das Becken des Satrupholmer Moores wurde durch glaziogene Vorgänge geschaffen. Bohrungen haben ergeben, dass es sich hierbei um drei getrennte große Toteislöcher handelt, die bis −11,5 m unter die jetzige Mooroberfläche reichen. Bei der Regression der Gletscher blieben mehrere Eisbrocken zurück, die zunächst verhinderten, dass sich die Senken mit durch den Gletscher mitgeführten Sand anfüllen konnten. So entstand hier ein von einem Bach durchflossener See, ein für Menschen attraktiver Siedlungsraum, der nach und nach verlandete.

## Forschungsgeschichte

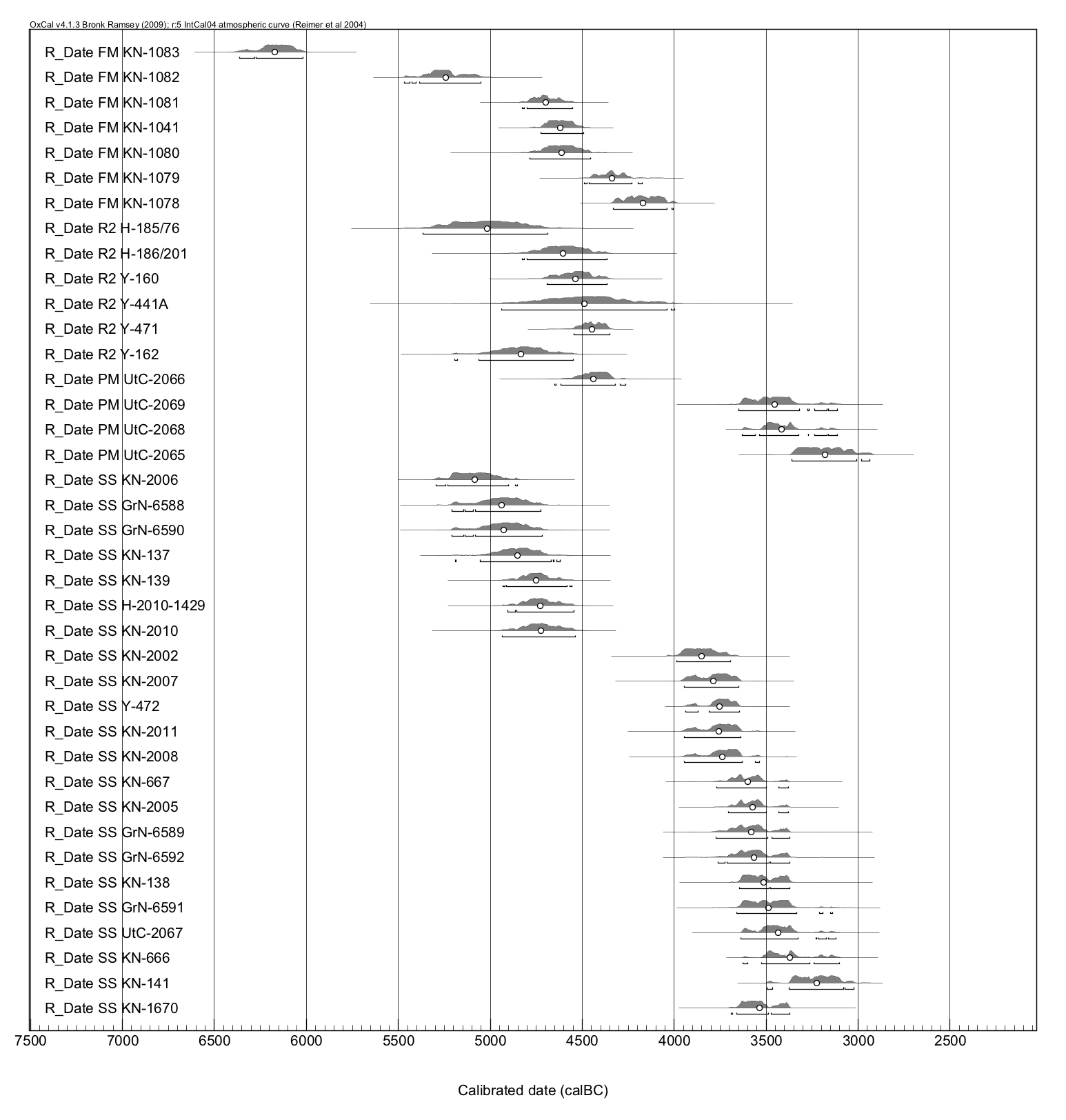

Heute sind in Schleswig-Holstein etwa 60 Plätze mit Fundmaterial aus dem 7. und 6. Jahrtausend v. Chr. bekannt (Stand: 2017). Diese gehören der Kongemose-Kultur an (6800–5500 v. Chr.). Meldungen über erste archäologische Funde sind bereits aus dem ausgehenden 19. Jahrhundert bekannt. Mit der Nutzung des Torfes als Brennstoff wurde in der ersten Hälfte des 20. Jahrhunderts die Arbeit im Moor intensiviert, was auch zu einer Zunahme der Funde führte. Zahlreiche Funde wurden durch den Dachdeckermeister Johannes Echberg gemacht. In den 1930er Jahren sollte das Moor trockengelegt und kultiviert werden. Da sich eine Absenkung des Wasserspiegels auf die Erhaltung organischer Funde negativ ausgewirkt hätte, wurden erste professionelle archäologische Untersuchungen geplant. Diese wurden in der Zeit zwischen 1947 und 1963 als NDW/DFG-Projekt unter der Führung von Hermann Schwabedissen in mehreren Kampagnen durchgeführt. Ab 2005 wurde die Forschung im Satrupholmer Moor durch Sönke Hartz wiederaufgenommen.
Bedingt durch wechselnde Grabungs- und Dokumentationsmethoden und einen Publikationsstau konnten viele Funde, Befunde und Fundflächen der Altgrabungen bei einer abschließenden Betrachtung nicht mehr optimal korreliert werden.
Als im Rahmen einer naturschutzrechtlichen Ausgleichsmaßnahme ein Teich entstehen und ein Knick verlegt werden sollte, und dabei gesetzeswidrig die Archäologie nicht einbezogen wurde, wurde im Bereich Satrup LA 2 eine Notgrabung durchgeführt.

## Fundplätze

### Rüde LA 2

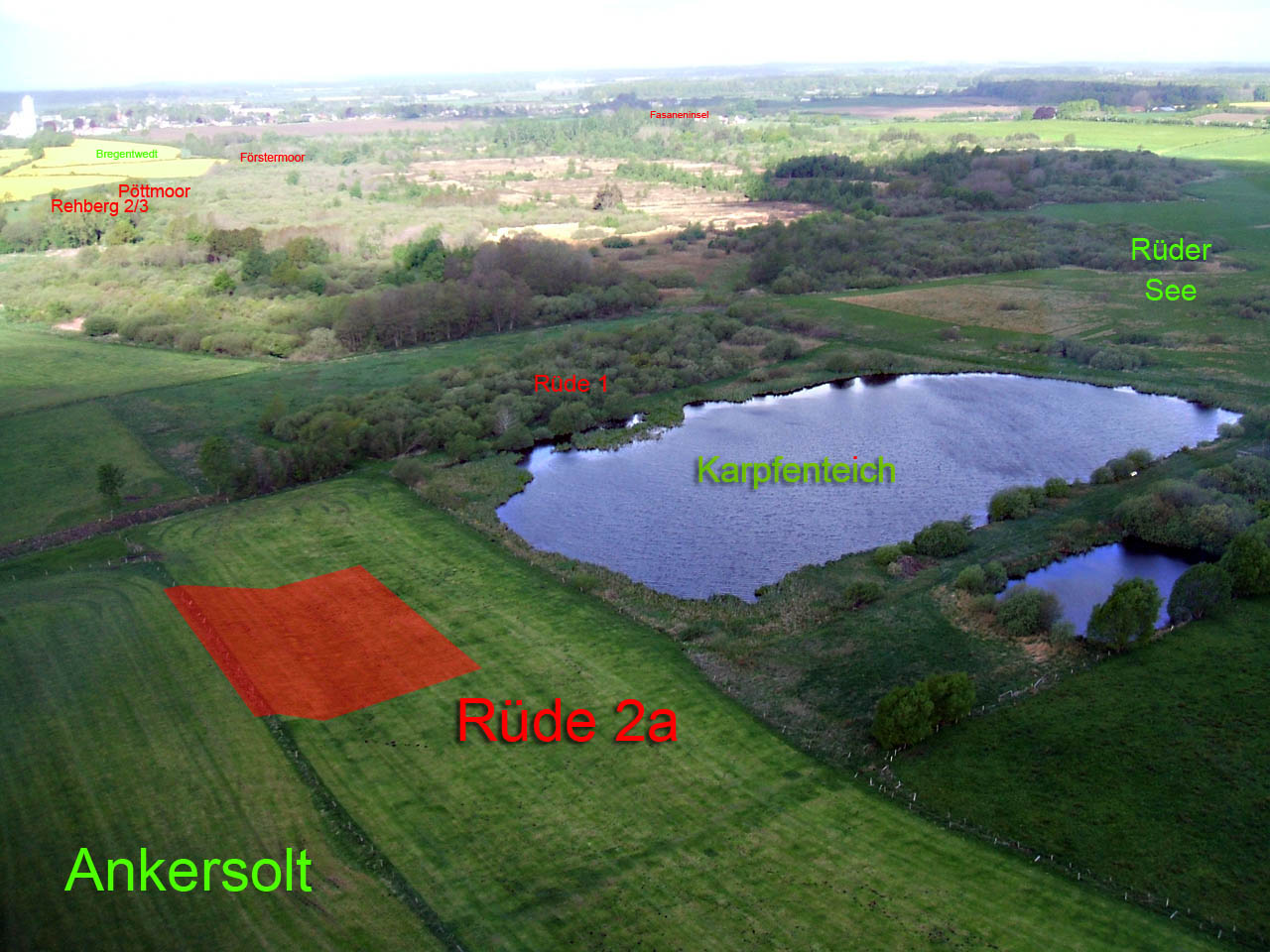

Der Fundplatz Rüde LA 2 (LA = Landesaufnahme) befindet sich am südöstlichen Rande des Moores auf einer flachen, nach Nordwesten abfallenden Landzunge, die ideale Siedlungsmöglichkeiten bot. Hier wurde zwischen 1947 und 1959 in fünf Kampagnen eine Fläche von über 440 m² erschlossen. Stratigraphisch, typologisch und palynologisch wurde dieser Fundplatz in die Zeit vom Spätmesolithikum bis in das Frühneolithikum eingeordnet. Radiokarbondatierungen engen die Datierung in die Zeit zwischen 5000 und 4500 c. Chr. ein. Es kamen hier neben Flintartefakten und Faunenresten Scherben von zwei unterschiedlichen Keramikstilen zum Vorschein, die typologisch den spitzbödigen Gefäßen der Ertebölle-Kultur aber auch denen der frühneolithischen Trichterbecherkultur ähneln. Das Milieu des Moores hatte aber auch einen großen, mit Rinden und Knüppellagen befestigten Bereich erhalten, wie auch mehrere Paddel, Aalstecher, Netzteile, Pfeil und Bogenteile, Lanzen, sowie andere organische Funde.

### Satrup LA 2 Bondebrück

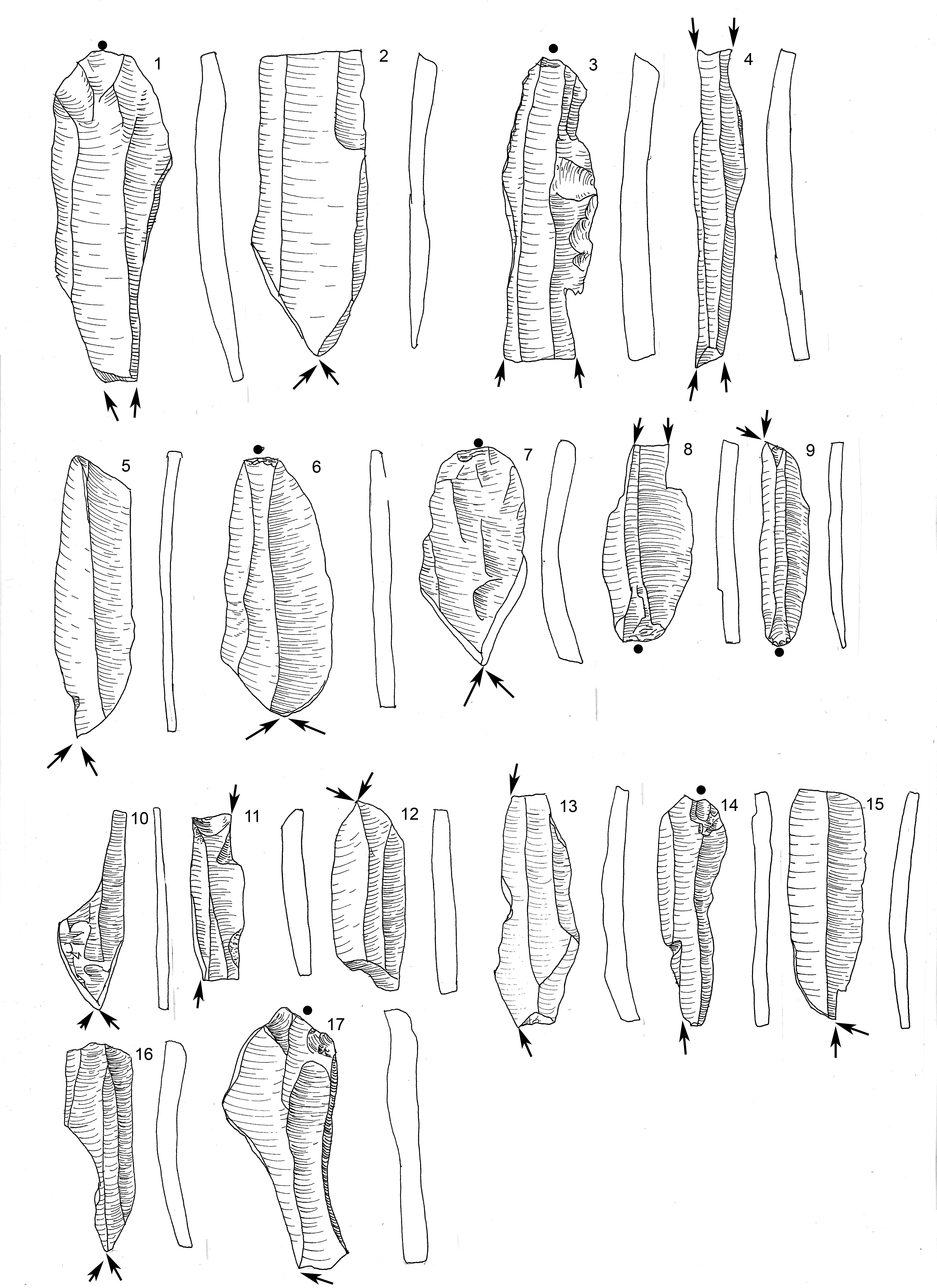
Flint, Stichel

Der Fundplatz Bondebrück, zunächst so benannt nach der Koppel, von der die ersten Funde stammten, liegt am nördlichen Rand des Satrupholmer Moores und wurde zuerst in drei Kampagnen zwischen 1947 und 1957 erforscht. Schon in den 1920er Jahren wurde er aus Aufzeichnungen bekannt. Bereits vor dem Zweiten Weltkrieg hatte der Amateurarchäologe Johannes Bondzen auf einer Moränenkuppe südlich des Hofes Bondebrück mesolithische Flintartefakte aufgelesen. Der lokale Sammler Johannes Echberg entdeckte bei Torfstecharbeiten organische Reste, wie Knochen und Geweih, in einem Bereich, dessen Ausdehnung er mit 120 m Ost-West und 40 m Nord-Süd angab. Es handelte sich also um eine für spätmesolithische Jagdplätze überraschende Ausdehnung.
Bei der Grabung, die 1957 abgeschlossen wurde, untersuchte man insgesamt ca. 106 m² auf erhöhtem Grund und im Moorrandbereich. Spätere Nachgrabungen zur Überprüfung der Fundsituation und der Erhaltungsbedingungen erfolgten ab 2009 durch Archäologen des Archäologischen Landesmuseums Schleswig im Rahmen eines Dissertationsprojekts der Universität Kiel. Das Museum für Archäologie Schloss Gottorf (ehemaliges Archäologisches Landesmuseum) und das Zentrum für Baltische und Skandinavische Archäologie der Stiftung Schleswig-Holsteinische Landesmuseen Schloss Gottorf untersuchte zwei kleine Flächen von 25 und 20 m².
Zahlreiche Stichelklingen und Knochen von großen Jagdtieren wie Ur, Wildschwein, Reh und Elch weisen darauf hin, dass es sich hierbei um einen Schlachtplatz gehandelt haben könnte, an dem erlegte Tiere zerteilt wurden. Im Zuge der Nachgrabungen wurden ein Elch und ein Ur-Knochen mit Hilfe der Radiokarbonmethode auf ca. 5900 v. Chr. und damit in das Spätmesolithikum (Kongemosestufe) datiert. Keramikreste belegen jedoch weitere Besuche zu späterer Zeit die über die Ertebölle-Zeit (5500–4100 v. Chr.) bis in das Frühneolithikum hinausstrahlen. Die Rosenäxte, Tüllengeweihäxte und Keramikscherben bestätigten die beiden Phasen der Siedlungsreste mit einer intensiven kongemosezeitlichen Besiedlung um 6000 v. Chr. und einer jüngeren, kurzzeitigen in der späten Ertebøllekultur zwischen 4300 und 4400 v. Chr. Die Knochenreste belegen eine recht genaue Hierarchie der Jagdwildbedeutung. So stellen Wildschweine 32 %, Auerochsen 25 %, Elche 14 %, Rothirsche 13 % und Rehe 11 % der Knochen. Die Jagd auf Biber (3 %) ist unbedeutend, noch weniger die auf Wolf, Fuchs, Fischotter, Dachs, Igel und Wildpferd, die jeweils unter 1 % der Knochen stellten. Dabei diente die Jagd fast ausschließlich der Fleisch-, nicht der Pelzgewinnung. Dabei wurden nur die fleischreichen Teile zum Lager getragen und dort zerlegt, möglicherweise auch verzehrt. Wenige, kleine Fragmente stellen die ältesten Menschenknochen des Bundeslandes dar. Es wurde Geweih zu Werkzeugen verarbeitet, ebenso wie Holz. Grubenartigen Strukturen sowie Schlagabfälle, Mikrolithen und Klingengeräte belegen eine Werkzeugproduktion vor Ort.
Die Pollenproben weisen in der untersten Schicht einen hohen Anteil von Kiefer und Birke auf. Hinzu kommen Eichenmischwaldarten wie Eiche, Linde und Ulme, aber auch die Erle. Dies deutet auf das ausgehende Boreal hin, also auf die Zeit nach ca. 8000 v. Chr.

### Satrup LA 60 Fasaneninsel
Beim Fundplatz Fasaneninsel handelt es sich um eine in der nordwestlichen Ecke des Moores gelegene Stelle, die nach zahlreichen Funden während Torfstecharbeiten schließlich in den Jahren 1954 und 1955 gegraben wurde. Auf einer Sandlinse wurden mehrere Suchgräben angelegt, die jedoch nicht ausreichend dokumentiert wurden, die zahlreiche weiß patinierte Flintfunde hervorbrachten. Die untersuchten Funde deuten auf eine rein mesolithische, hochqualitative Klingenindustrie hin, die in Verbindung mit dem nördlich gelegenen Oberflächenfundplatz Satrup LA 1 gebracht werden kann.

### Satrup LA 70 Pöttmoor
Dieser Fundplatz (gegraben 1947, 1957 und 1958) liegt am südlichen Rand des Moores und sticht durch seine zweiphasige Belegung hervor. Radiokarbondatierungen und typologische Merkmale der Keramik weisen in die mittlere bis ausgehende Ertebölle-Kultur (Rosenhof/Neustadt-Phase) und in die Trichterbecherkultur (Fuchsbergstufe). Der Fundort ist teilweise durch Torfabbau und Deponierung von modernem Bauschutt gestört, jedoch ist hier eine Fundlage auf einer Sandlinse im Flachwasserbereich des ehemaligen Sees zu vermuten, die als Opferplatz gedient haben könnte. Das geborgene Flintmaterial, sowie Knochen und Geweih konnte nicht eindeutig einer bestimmten Phase zugeordnet werden, da es hier zu Umlagerungen durch natürliche und anthropogene Einflüsse gekommen sein kann. Eine zugehörige Siedlung kann landseitig etwa 70 m weiter südlich mit dem Oberflächenfundplatz Rehberg LA 2 angetroffen worden sein.

### Satrup LA 71 Förstermoor

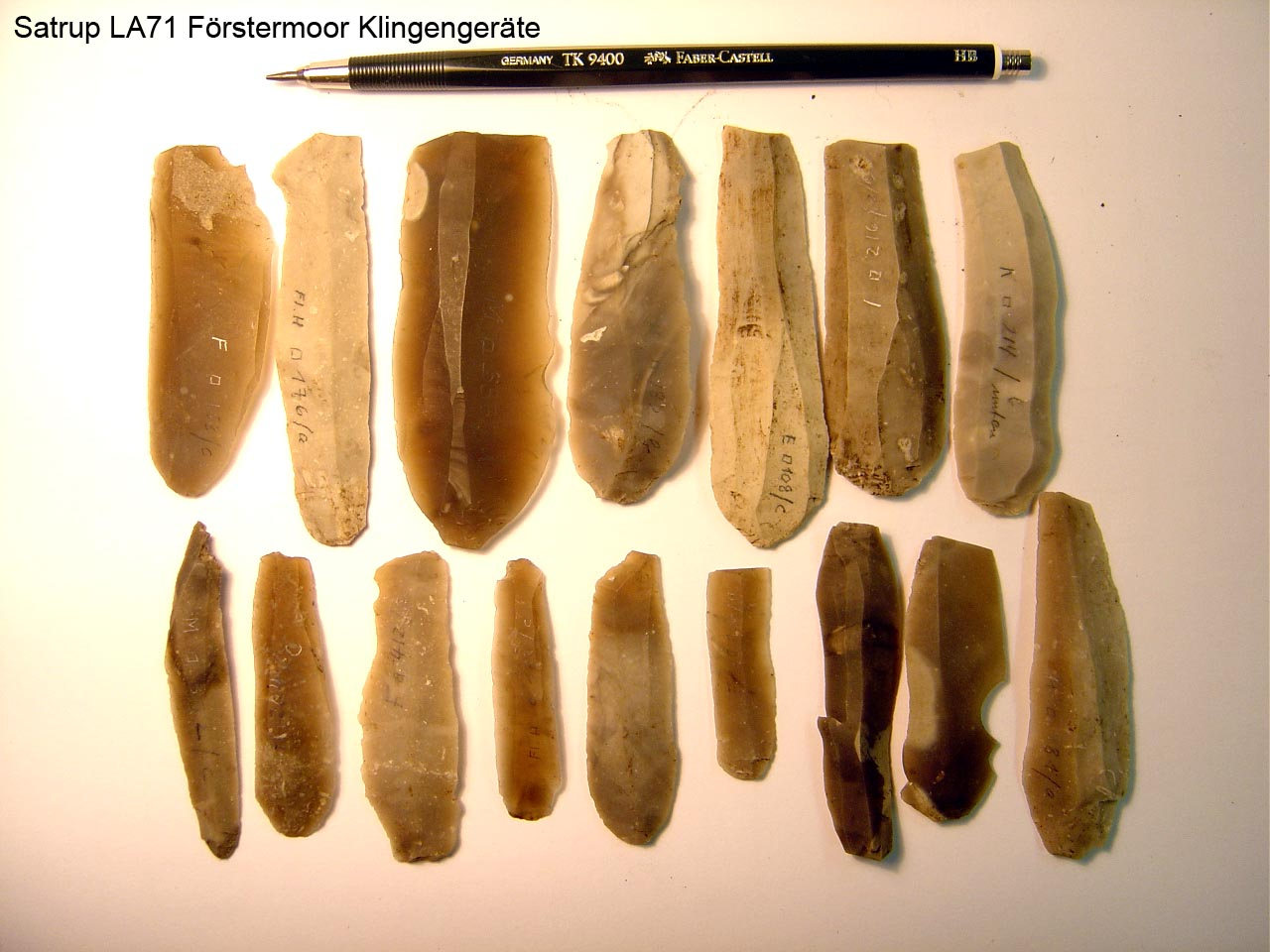
Klingen

Förstermoor, am südwestlichen Rand des Satrupholmer Moores gelegen, wurde 1956, 1959 und 1960 auf über 269 Quadratmeter erforscht. Auch hier ist eine zweiphasige Nutzung im Fundmaterial sichtbar, die aus wenigen Funden mit mesolithischem Einschlag (Kongemose-Kultur) und einer geschlossenen Kulturschicht der mittleren Ertebölle-Kultur bestanden. Über 1500 Feuersteinartefakte wurden wissenschaftlich ausgewertet und weisen auf dem Grabungsplan zwei räumlich getrennte Konzentrationen auf. Es wurde ein höher gelegener Schlagplatz gefunden, aber auch eine schwarze Holzkohleschicht, die als Beleg für Brandrodung gedeutet werden kann. Es fanden sich über 570 Klingen, die z. T. als Sägen, Bohrer oder zu Pfeilspitzen modifiziert wurden. Auffällig ist jedoch die fast vollständige Abwesenheit von Stichelmodifikationen im Inventar. Bemerkenswert ist eine kleine importierte Axt aus Amphibolit. Die keramischen Reste streuen über die gesamte Grabungsfläche und reihen sich metrisch in die Funde von Rüde LA 2 und Satrup LA 2 ein; die für die Erteböllezeit markanten langovalen Lampen wurden nicht angetroffen. Das Faunenspektrum umfasst Rothirsch, Ur, Wildschwein und Reh, aber auch Fische und Vogelknochen wurden entdeckt. Zahlreiche organische Artefakte, darunter Paddel, ein Netz, Speere. Insgesamt liegt in Förstermoor jedoch kein primärer Siedlungsplatz vor, sondern eine dem Wohnplatz vorgelagerte Abfallzone. Die eigentliche Siedlung dürfte auf dem südlich angrenzenden Hügel oder östlich im Moorrandbereich zu finden sein – beide Gebiete sind jedoch durch Erosion bzw. Torfabbau stark gestört.

### Südensee LA 1b Südensee-Damm
Dieser Fundplatz in der nordöstlichen Ecke des Moores wurde 1955 und 1956 untersucht. Obgleich das umgebende Gebiet bereits ausgetorft war, blieben unberührte Fundschichten unter einem Wegedamm erhalten. Hier konnten etwa 125 Quadratmeter ergraben werden. Zwanzig Radiokarbondatierungen bezeugen auch auf diesem Fundplatz eine klar getrennte zweiphasige Nutzung in die Zeit der mittleren Ertebölle-Kultur und an das Ende des Frühneolithikum I. Jedoch sind die erteböllezeitlichen Belege nur spärlich vorhanden, hingegen wurden zahlreiche Gefäße aus dem Frühneolithikum geborgen, die möglicherweise auf intentionelle Deponierungen entlang des prähistorischen Ufers deuten. Holzkohle, verbrannte Flintartefakte und verbrannte Rinderknochen verstärken das Bild eines Opferplatzes.
Die zahlreichen Hinweise auf verschiedene Paddelformen, auf stationäre und mobile Fischfanggeräte und einige Fischknochen zeugen von der Bedeutung des ehemaligen Sees als Ressource zur Nahrungsbeschaffung im Spät- und Endmesolithikum. Zudem wurden auch Paddel und Einbäume aus eisenzeitlichem Kontext entdeckt. Importbeziehungen zu südlicheren vollneolithischen Kulturen werden durch mehrere Felsgesteinäxte belegt, die genaue Herkunft bleibt jedoch umstritten. Eine bereits 1896 beim Torfstechen gefundene Bernsteinkette mit über 60 erhaltenen Teilen ist in der Ausstellung des Archäologischen Landesmuseum Schloss Gottorf in Schleswig zu sehen.

## Neueste Forschung im Satrupholmer Moor

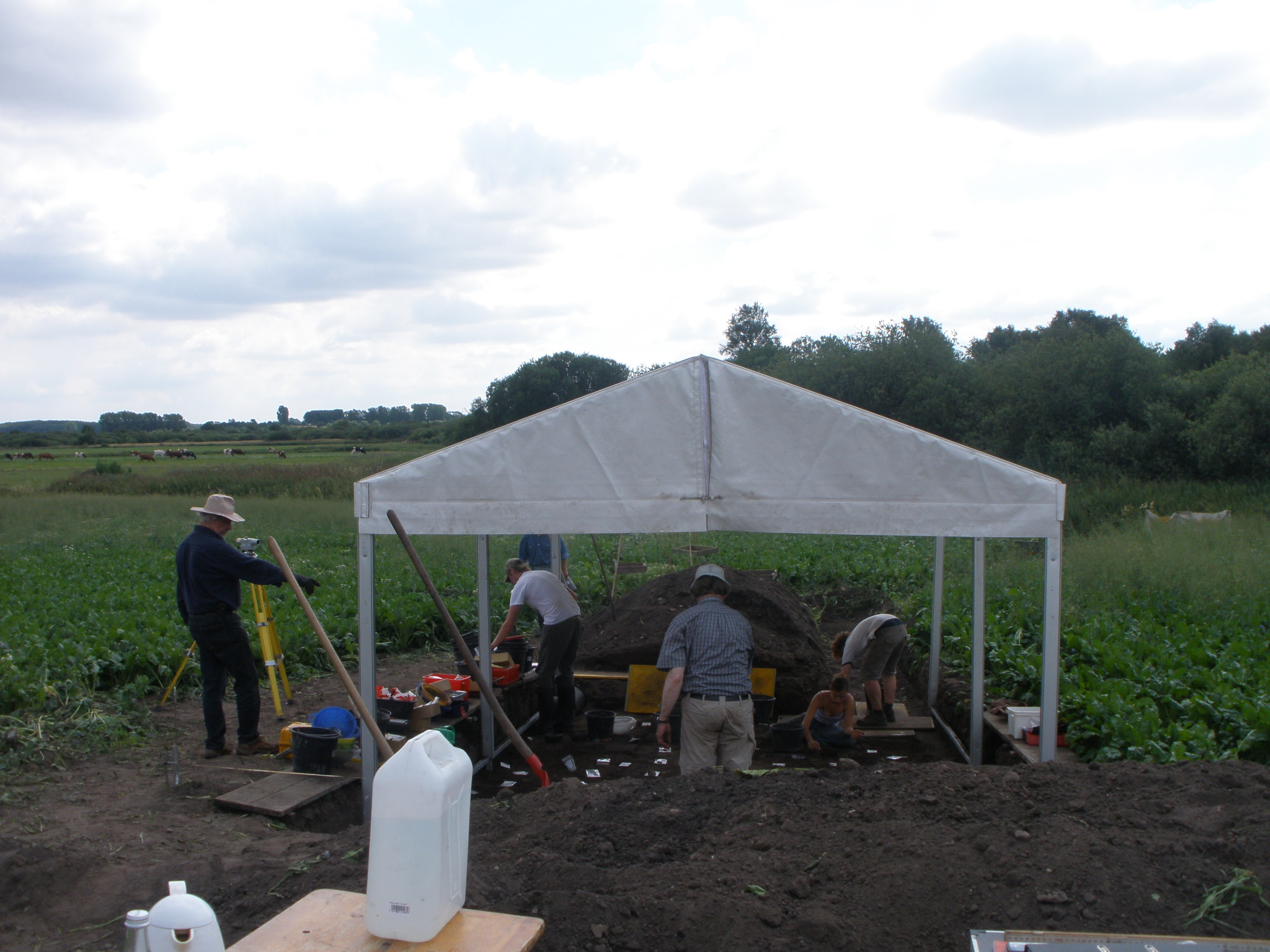
Grabung im Satruper Moor (2010)

Aktuelle Forschungen zu archäologischen Themen fanden ab 2005 bis 2009 statt. Hierbei kam es zu einer Aufarbeitung des Altmaterials der Grabungen 1947–1963. An mehreren Fundstellen im Moor, insbesondere auf dem Platz Satrup LA 2 Bondebrück fanden 2009 und 2010 Untersuchungen zur Überprüfung der Fundsituation und zur Klärung der Erhaltungsbedingungen im Moorrandbereich statt. Durch verbesserte Grabungstechniken konnten weitere Belege für Fischfang erbracht werden und unsichere Fundzusammenhänge geklärt werden.